# World (класс круизных судов)
Класс World — крупнейший класс морских круизных судов, принадлежащих и управляемых итальянской компанией MSC Cruises. Первый корабль серии MSC World Europa, флагман круизного флота компании, начал рейсы 20 декабря 2022 года. В серии предусмотрено четыре однотипных корабля, именуемых по частям света.

## Корабли
О создании четырёх судов класса World общей стоимостью 4,5 млрд евро и заключении контракта на первые два судна было объявлено в апреле 2016 года. Строительством занимается французская компания STX France на верфи Chantiers de l’Atlantique в городе Сен-Назер. Первоначально предполагался ввод в эксплуатацию судов в 2022, 2024, 2025 и 2026 годах соответственно. Первый и второй корабли серии вводятся в эксплуатацию в 2022 и 2025 годах. При заключении контракта в январе 2020 года на последние два корабля серии срок их ввода в эксплуатацию был заявлен в 2025 и 2027 годах. Возможно сооружение к 2028—2029 годам пятого корабля серии.
Название первого корабля серии MSC Europa было объявлено 31 октября 2019 года на церемонии резки стали для корпуса. Во время церемонии закладки корпуса и киля 29 июня 2020 года было объявлено о переименовании корабля в MSC World Europa и наименовании последующих кораблей серии аналогично со словом World.
| Закладка строительства | Ввод в эксплуатацию | Название          | Регистровый номер ИМО | Строительный номер | Пассажиро-вместимость | Приписка | Внешний вид |
| ---------------------- | ------------------- | ----------------- | --------------------- | ------------------ | --------------------- | -------- | ----------- |
| 2020                   | 2022                | MSC World Europa  | 9837420               | W34                | 6762                  | Мальта   |             |
| 2022                   | 2025                | MSC World America | 9837432               | Х34                | 6774                  | Мальта   |             |
| 2024                   | 2026                | MSC World Asia    | 9901556               | Y34                | 6774                  | Мальта   |             |
| 2025                   | 2027                | MSC World Africa  | 9901568               | Z34                | 6774                  | Мальта   |             |

## Проект
Суда класса являются вторыми в мире по размерам круизных лайнеров, после судов проекта Icon компании Royal Caribbean. О характеристиках судов класса было сообщено в мае 2017 года. Суда имеют водоизмещение более 215 000 брутто-тонн, длину 333 метра и вмещают до 2760 кают для размещения до 6850 пассажиров. Суда имеют инверсивный корпус с обратной относительно традиционной наклонностью в форме буквы «G» и утюга носовой части для экономии топлива и лучшей волновой устойчивости. 22-палубные суда имеют ближе к корме двухкорпусную архитектуру в форме буквы «Y» с 90-метровым променадом под открытым небом. Также на судах имеется крытый променад со светодиодным потолком-«небом», театр, концертный зал, аквапарк, сухая горка высотой 11 палуб, семь бассейнов, спа-центр, лунапарк, казино, несколько ресторанов и несколько десятков общественных мест для развлечений, отдыха, спорта и шоппинга.
Суда класса имеют дизель-электроходную движительную систему финской компании Wärtsilä общей мощностью 80 МВт на сжиженном природном газе (СПГ) и твёрдооксидных топливных элементах (ТОТЭ), обеспечивающих 99%-ое снижение выбросов диоксида серы, 85%-ое снижение выбросов оксида азота, 20%-ое снижение выбросов диоксида углерода, 30%-ое снижение выбросов парниковых газов. Первый корабль серии стал первым круизным кораблём компании и первым в мире круизным судном на СПГ. Движение корабля осуществляется за счёт двух пятилопастных винтов, каждый из которых приводится в движение маршевым электродвигателем; также имеется семь, в том числе четыре передних и два кормовых, манёврово-рулевых двигателей.